# TLR3

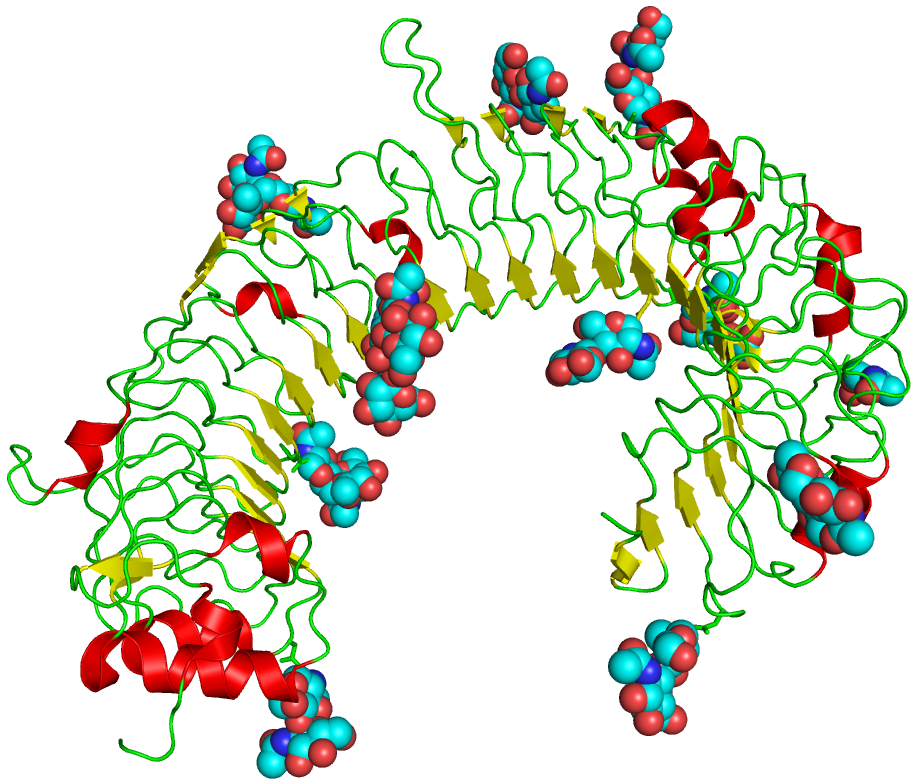
Model strukturalny TLR3

TLR3 (od ang. toll-like receptor 3), znane również pod nazwą CD283 – białko, u człowieka kodowane  przez gen TLR3, które należy do rodziny receptorów toll-podobnych, wśród receptorów rozpoznających wzorce, wchodzących w skład układu odpornościowego nieswoistego.
Ludzki gen TLR3 zlokalizowany jest na chromosomie 4 w pozycji 4q35. Receptor obecny jest w fagolizosomach, do jego aktywacji dochodzi dopiero po sfagocytowaniu patogenów i uwolnieniu z niego kwasów nukleinowych będących jego ligandami.

## Funkcja
Na podstawie badań naukowych stwierdzono, że TLR3 rozpoznaje dsRNA, następnie oddziałuje poprzez IRF3 na zwiększone wytwarzanie interferonów typu I, co z kolei pobudza nieswoiste mechanizmy odporności przeciwwirusowej.